# Kościół św. Stanisława w Malatyczach
Kościół św. Stanisława – nieistniejący kościół rzymskokatolicki we wsi Malatycze na Białorusi.

## Historia
Kościół został zbudowany w latach 1787–1794 według projektu architekta Wawrzyńca Gucewicza na polecenie arcybiskupa Mohylewa Stanisława Bohusz Siestrzeńcewicza. Budową kierował uczeń Gucewicza, architekt Jan Podczaszyński. Świątynia została poświęcona patronowi arcybiskupa i na jego prośbę wzniesiona w formie 8-krotnie mniejszej, niedokładnej kopii bazyliki św. Piotra w Rzymie. Kościół został poświęcony przez arcybiskupa Siestrzeńcewicza 29 czerwca 1794 roku.
Po powstaniu listopadowym zamknięto klasztor Dominikanów w Malatyczach, a kościół zamieniono na cerkiew prawosławną, a w 1934 r. całkowicie zniszczono.

## Architektura

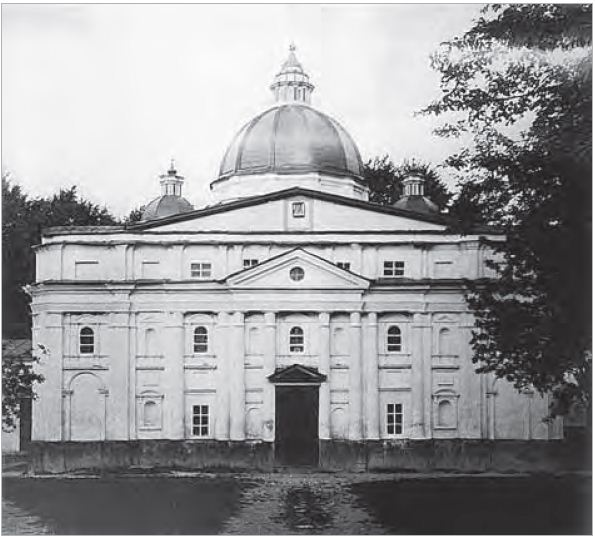
Kościół św. Stanisława, pocz. XX wieku

Kościół był trójnawową bazyliką przykrytą kopułą. Po obu jej stronach na ramionach transeptu znajdowały się dwie małe kopuły. Niezwykle szeroka i masywna fasada główna bryły głównej miała kompozycję warstwową: dolna (na poziomie drugiego piętra), usiana pilastrami i ćwierć kolumnami, miała półkoliste i prostokątne okna oraz wnęki ozdobione naczółkami, zakończona trójkątnym naczółkiem pośrodku; górna usiana pilastrami, pomiędzy którymi znajdowały się prostokątne okna i wnęki, zakończona attyką i spadzistym frontonem, którego nie ma na elewacji rzymskiej katedry. Po bokach prostokątnego budynku znajdowały się półkoliste kolumnady, które tworzyły przed świątynią niewielki owalny obszar.

## Literatura
- Аrchitektura Białorusi: Encyklopedyczny dawednik. – Мn. : BelEn, 1993 – 620 s. – ISBN 5-85700-078-5.
- Tamara Gabrus. Sanktuaria Zakonu Kaznodziejskiego // „ Nasza wiara ” nr 1 (27), 2004.
- Gabruś T.W. Murowane Chorały: Architektura sakralna białoruskiego baroku/ T.W. Gabruś. Мn.: Uradżaj, 2001.— 287 с.: Il. ISBN 985-04-0499-X, str. 234.